# Nemorilla floralis
Nemorilla floralis är en tvåvingeart som först beskrevs av Fallen 1810.  Nemorilla floralis ingår i släktet Nemorilla och familjen parasitflugor. Arten är reproducerande i Sverige. Inga underarter finns listade i Catalogue of Life.